# Vojenné
Vojenné – długi i bardzo wyrównany grzbiet górski w Górach Kisuckich w północnej Słowacji.
Ciągnie się od szczytu Zázvorská Kyčera (901 m) na zachód, gdzie opada w widły potoków Vrchovinný potok i Radôstka.  Południowo-wschodnie stoki grzbietu Vojenné opadają do doliny potoku Struháreň (zlewnia Varínki, z północno-zachodnich spływa Staňov potok i Boďov potok (zlewnia Bystricy).
Vojenné jest całkowicie porośnięte lasem. Jego grzbietem prowadzi znakowany szlak turystyki pieszej i rowerowej

## Szlaki turystyczne
odcinek: Sedlo Kubínska hoľa – Vasiľovská hoľa – Minčol (1139 m) – Bzinská hoľa – Príslopec – Paráčsky Minčol – Paráč – Sedlo pod Okrúhlicou –  Okrúhlica (1165 m) – Javorinka – Okrúhlica (1076 m) – Kýčerka – Kováčka – Zázvorovci – Vojenné – Pod Vojenným – Káčerovci – Pod Mravečníkom – Mravečník – Terchová